# 师家沟村
36°37′45″N 111°36′28″E / 36.62917°N 111.60778°E
师家沟村位于中国山西省汾西县僧念镇，是以师姓为主的村落，2008年被列为中国历史文化名村。师家沟古建筑群于2006年被列为第六批全国重点文物保护单位。
师家沟村始建于清乾隆二十四年（1769年），至同治年间已颇具规模。村庄座落在北面靠山，南面临沟的坡地上，依山势而建。村内建筑以砖房和窑洞为主，多为四合院或三合院式。